# Outside (Dokumentarfilm)
Outside (ukrainisch Назовні Nasowni) ist ein Dokumentarfilm von Olha Zhurba, der Ende März 2022 beim Copenhagen International Documentary Film Festival seine Premiere feierte.

## Inhalt

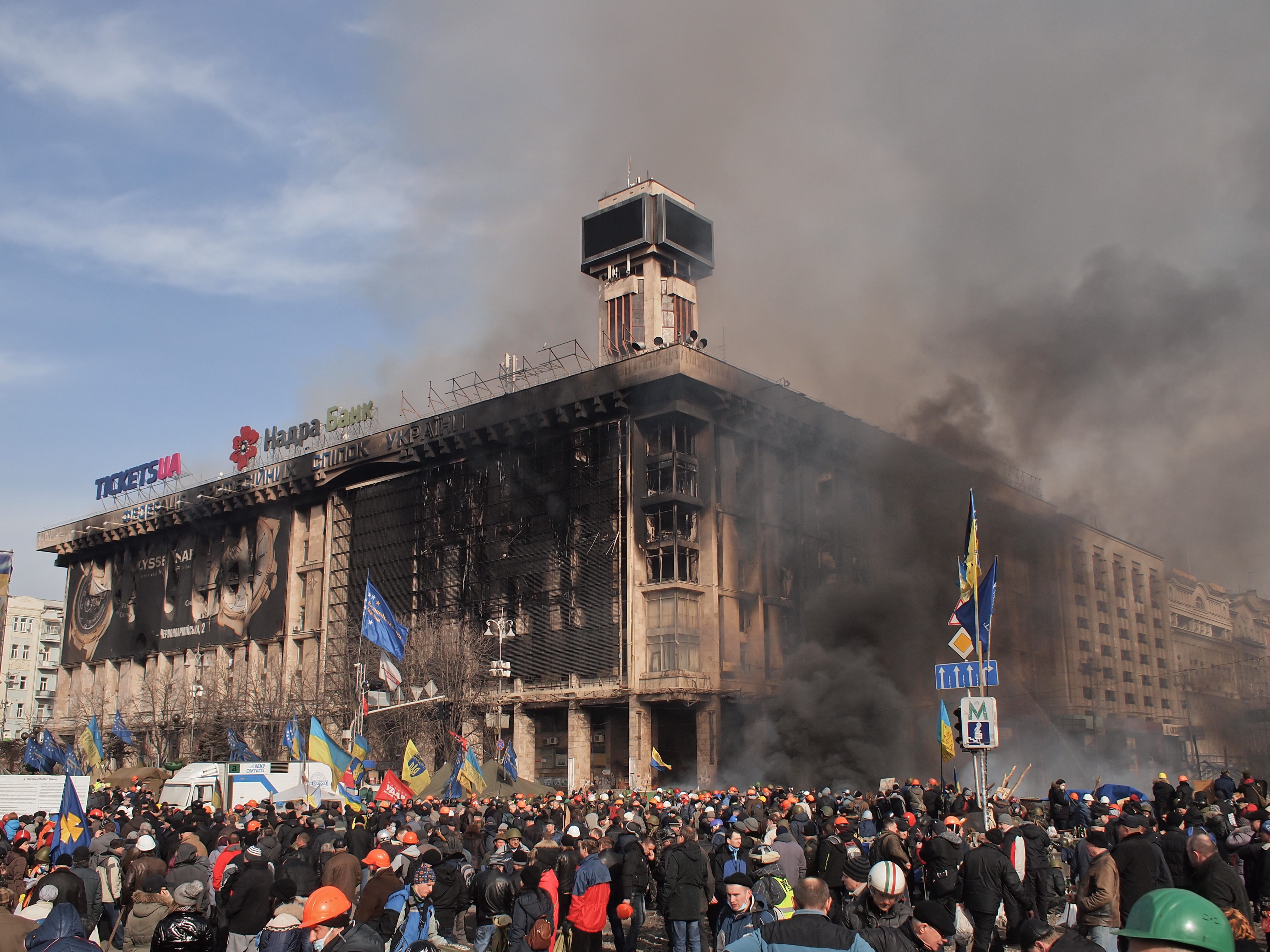
Roma wurde eines der bekanntesten Gesichter und ein Maskottchen der Ukrainischen Revolution „Euromaidan“, die bis Februar 2014 andauerte

Als der 13-jährige Straßenjunge Roma während der Revolution 2014 in der Ukraine an vorderster Front in Kiew Steine und Molotow-Cocktails geworfen hatte, avancierte er schnell zu einem der bekannten Gesichter und zu einem Maskottchen der Revolution. 
Fünf Jahre später nimmt die Regisseurin Olha Zhurba mit dem nunmehr 18-jährigen Roma Kontakt auf. Er strahlt, gekleidet in einer Tarnuniform und mit Sonnenbrille, eine gewisse Furchtlosigkeit aus, ist aber, nachdem er das Waisenhaus verlassen musste, wieder von seinen Mitmenschen kaum beachtet auf der Straße gelandet. Er hat wieder Kontakt mit seinem älteren Bruder, einem Kriminellen, der von der gemeinsam erlebten Kindheit genauso gezeichnet ist, wie Roma. 
Zhurba verwendete für den Film neben den Telefongesprächen, die sie mit Roma führte, auch Videos von Sicherheitskameras und anderes Filmmaterial, das ihn beim Unruhestiften und beim Drogenkonsum zeigt.

## Hintergrund
Als Euromaidan werden Proteste in der Ukraine zwischen November 2013 und Februar 2014 bezeichnet. Auslöser für diese war die überraschende Erklärung der ukrainischen Regierung, das Assoziierungsabkommen mit der Europäischen Union vorerst nicht unterzeichnen zu wollen. Nach dessen Nichtunterzeichnung auf dem Gipfeltreffen der Östlichen Partnerschaft in Vilnius flammten die Proteste am 29. November 2013 erneut auf und nahmen zunehmend Massencharakter an. Die Menschen forderten die Amtsenthebung von Präsident Wiktor Janukowytsch, vorzeitige Präsidentschaftswahlen sowie die Unterzeichnung des Assoziierungsabkommens mit der Europäischen Union.

## Produktion

### Filmstab und Förderungen
Regie führte Olha Zhurba, die auch das Drehbuch schrieb. Sie wurde in der Ukraine geboren und wuchs dort auf. Bei Outside handelt es sich um ihr Regiedebüt bei einem Langfilm. Ihren Kurzfilm Dad's Sneakers (Originaltitel Papyni krosivky) stellte Zhurba 2021 im Kurzwettbewerb des Filmfestivals von Locarno vor. Beim Odessa Film Festival wurde sie für den Film unter anderem mit dem FIPRESCI-Preis ausgezeichnet. Bevor sie anfing, selbst Filme zu drehen, war sie als Filmeditorin tätig, unter anderem für Dokumentarfilme von Alisa Kovalenko und Yelizaveta Smit.
Der Film erhielt unter anderem finanzielle Unterstützungen von der Ukrainischen Staatlichen Filmagentur, vom Dänischen Filminstitut und vom Niederländischen Filmfonds.

### Waisenhäuser in der Ukraine
Die Regisseurin wollte mit dem Film nicht nur die Geschichte von Roma erzählen, sondern allgemein vom Leben der Kinder berichten, die in ukrainischen Waisenhäusern groß werden. In dieser Gesellschaft hätten Kinder, die in Waisenhäusern oder in dysfunktionalen Familien aufwachsen, keine Zukunft, so Zhurba. Sie absolvierte einen Kurs, um Romas offizielle Mentorin werden zu können, und sie stehen in regelmäßigem Kontakt. Wenn möglich, ruft er sie aus dem Gefängnis in der Nähe von Kiew an, in dem er inhaftiert ist. Roma hatte, nachdem er das Waisenhaus bei Erreichen der Volljährigkeit verlassen musste, keinerlei Bildung oder finanzielle Unterstützung erhalten, obwohl ihm diese zugestanden hätte. Durch seinen Bruder und seine alten Freunde offenbarte sich ihm der perfekte Zugang zu dieser kriminellen Welt, was sehr typisch für Kinder sei, die in ukrainischen Waisenhäusern leben, so Darya Bassel, die Produzentin des Films, im Gespräch mit Variety. Für Anne Köhncke, eine weitere Produzentin des Films sind Outside und A House Made of Splinters über ein Kinderheim in Lyssytschansk von Simon Lereng Wilmont daher „Schwesterfilme“. „Beide Filme konzentrieren sich auf die Schwächsten in einer Gesellschaft“, sagte sie gegenüber Variety, und beide Filme beschäftigten sich auch mit der Frage, wie eine Gesellschaft für ihre Kinder sorgen kann.

### Dreharbeiten und Umstände der Premiere
Zhurba und ihr Kameramann Volodymyr Usyk arbeiteten ab 2014 an dem Film. Die weltweiten Rechte sicherte sich Deckert Distribution. Liselot Verbrugge, CEO von Deckert Distribution, erklärte: „Als wir vor einigen Jahren auf dieses Projekt stießen, als es noch als ‚Roma' angepriesen wurde, waren wir sofort von Olhas Stil und Herangehensweise beeindruckt. Ihre Aufnahmen geben einem das Gefühl, in die Seele dieses Jungen zu blicken. [...] Aber im letzten Jahr, als wir gemeinsam die Veröffentlichung des Films vorbereiteten, hätten wir nie gedacht, dass wir die Premiere unter diesen schrecklichen Umständen haben würden.“
Anfang März 2022 wurde der erste Trailer vorgestellt. Die Weltpremiere erfolgte bei CPH:DOX, dem Copenhagen International Documentary Film Festival, wo der Film Ende März, Anfang April 2022 im Hauptwettbewerb gezeigt wurde.
Nachdem die Regisseurin den Angriff Russlands auf die Ukraine ab dem 24. Februar 2022 hautnah miterlebte und sie in Kiew von Explosionen geweckt wurde, beschloss sie, während der Film in Kopenhagen gezeigt wurde, in ihrem Land zu bleiben, um die Evakuierung von Flüchtlingen zu dokumentieren. Nachdem sie ein oder zwei Tage lang in eine Schockstarre verfallen war, griff sie ihre Kamera und begann zu drehen. „Ich bin Ukrainerin und muss das für meine Nation filmen“, so Zhurba. Das hierbei entstandene und weiter entstehende Material könne ihrer Ansicht nach wichtig im Prozess einer Erholung auf geistiger und mentaler Ebene sein, die die Bevölkerung brauchen werde.

## Rezeption

### Kritiken
Muriel Del Don vom Online-Filmmagazin Cineuropa erklärt in ihrer Kritik, Outside erzähle die Geschichte eines Menschen, der seiner Identität beraubt wurde und sich wie ein streunendes Tier ständig auf der Flucht befindet. Der Film sei von seltener Kraft und Wahrheit, nicht nur angesichts der schrecklichen Situation in der Ukraine, und begleite seinen Protagonisten Roma auf einer Art Pilgerreise, auf der er nach Erlösung sucht. Weil diese sich zunehmend wie ein Hirngespinst anfühle, beschreibt Del Don sie als Danteske Reise ohne je im Paradies zu landen. So zeige Outside das Leben eines Menschen, dem jede Form von Zuneigung und Solidarität verweigert wird, der aber nicht aufhört, für das Recht zu lieben und geliebt zu werden, zu kämpfen und zitiert Roma in der Schlussszene des Films: „das Einzige, was wir brauchen, ist eine Familie.“ Dieser Satz wirke möglicherweise abgedroschen, trage jedoch eine tiefe Wahrheit in sich.

### Auszeichnungen
Copenhagen Intl. Dokumentarfilmfestival 2022
- Nominierung im Hauptwettbewerb

Hot Docs Canadian International Documentary Festival 2022
- Nominierung im internationalen Wettbewerb[8]